# William Ward (2e comte de Dudley)
Pour les articles homonymes, voir William Ward, Ward et Comte de Dudley.
 (avril 2015).
Si vous disposez d'ouvrages ou d'articles de référence ou si vous connaissez des sites web de qualité traitant du thème abordé ici, merci de compléter l'article en donnant les références utiles à sa vérifiabilité et en les liant à la section « Notes et références ».
William Humble Ward (25 mai 1867 – 29 juin 1932), 2e comte de Dudley, est Lord Lieutenant d'Irlande, puis quatrième Gouverneur général d'Australie.

## Biographie
Il nait à Londres et fait ses études au Collège d'Eton. Son père meurt alors qu'il a 17 ans et il hérite de son immense fortune avec le Comté de Dudley. Il fait partie du cercle d'amis du jeune prince de Galles (le futur roi Édouard VII), qui assiste à son mariage avec Rachel Gurney en 1891. Il milite au Parti conservateur et fait partie du gouvernement de Lord Salisbury en 1895.
En 1902 Dudley est nommé Lord Lieutenant d'Irlande, poste dans lequel il fait preuve d'une grande extravagance mais aussi d'une certaine habileté économique et politique. Conservateur, Dudley n'a rien à attendre du gouvernement libéral qui prend ses fonctions en 1905, mais le roi Edouard VII demande avec insistance au Premier ministre, Sir Henry Campbell-Bannerman d'offrir à Dudley le poste de gouverneur général d'Australie, chose que Campbell-Bannerman accepte facilement car il n'a apparemment pas de candidat libéral à qui proposer le poste.
Dudley arrive à Sydney en septembre 1908 et s'acquiert très rapidement une réputation de pompe, de cérémonial et d'extravagance qui est mal vue par nombre d'Australiens surtout les militants du Parti travailliste et la presse radicale comme "The Bulletin". Peu après son arrivée, il doit faire prêter serment à un gouvernement travailliste conduit par Andrew Fisher, où la désapprobation de son style par le Parti travailliste devient une question importante.
Le nouveau gouverneur général se trouve aussi mêlé à une autre controverse. Le parti travailliste voulait créer une flotte de guerre australienne indépendante de la Grande-Bretagne. L'opposition libérale, d'un autre côté, faisait campagne pour lever des impôts pour acheter des bateaux pour la Grande-Bretagne, campagne appelée campagne Dreadnought. Aussi quand Dudley fait un discours pour soutenir cette campagne, il se permettait de prendre parti pour certains partis politiques ce qui amène à des relations tendues avec Fisher.
En 1909 le gouvernement minoritaire Fisher démissionne et Dudley refuse d'organiser de nouvelles élections. Les libéraux avec Alfred Deakin forment le nouveau gouvernement. Bien que Fisher ait pris grand soin de ne pas critiquer Dudley en public, le gouverneur général s'attire rapidement une réputation d'anti-travailliste ce qui le rend impopulaire pour la moitié de l'électorat australien.
En avril 1910 le Parti travailliste remporte une victoire éclatante aux élections et Fisher revient au pouvoir. Les relations entre le gouverneur-général et le premier ministre sont une nouvelle fois de glace. L'insistance de Dudley à garder deux logements de fonction très onéreux, l'un à Sydney, l'autre à Melbourne, ses voyages dans le pays en grande pompe et l'affrètement d'un yacht pour faire le tour du pays rendent Fisher, un socialiste écossais économe, furieux.
En octobre, Dudley doit reconnaitre qu'il est dans l'impossibilité d'exercer ses fonctions et demande à être rappelé en Grande-Bretagne. Il quitte l'Australie en juillet 1911, sans aucune cérémonie officielle. En Grande-Bretagne, les libéraux sont toujours au pouvoir et on ne lui donne aucune autre affectation. Il fait la Première Guerre mondiale puis se retire sur ses terres. Il épouse l'actrice Gertie Millar, fille de John Millar, le 30 avril 1924, sa première femme étant morte le 26 juin 1920. Il meurt le 29 juin 1932 à 65 ans.